# Крижевска вас (Метлика)
Крижевска вас (словен. Križevska vas) је насељено место у општини Метлика, регија Југоисточна Словенија, Словенија.

## Историја
До територијалне реорганизације у Словенији било је у саставу старе општине Метлика.

## Становништво
У попису становништва из 2011. године, Крижевска вас је имало 220 становника.
| Број становника према пописима | Број становника према пописима | Број становника према пописима |
| ------------------------------ | ------------------------------ | ------------------------------ |
| 1991                           | 2002                           | 2011                           |
| 167                            | 193                            | 220                            |